# Effectif actuel des Islanders de Bridgeport
 (signalé en août 2025).
Si vous disposez d'ouvrages ou d'articles de référence ou si vous connaissez des sites web de qualité traitant du thème abordé ici, merci de compléter l'article en donnant les références utiles à sa vérifiabilité et en les liant à la section « Notes et références ».
- Archive Wikiwix
- Bing
- Cairn
- DuckDuckGo
- E. Universalis
- Gallica
- Google
- G. Books
- G. News
- G. Scholar
- Persée
- Qwant
- (zh) Baidu
- (ru) Yandex
- (wd) trouver des œuvres sur Wikidata

| No    | Nom                | Nat. | Position       | Arrivée |
| ----- | ------------------ | ---- | -------------- | ------- |
| +001, | Jakub Skarek       |      | Gardien de but |         |
| +035, | Cory Schneider     |      | Gardien de but |         |
| +002, | Seth Helgeson – C  |      | Défenseur      |         |
| +003, | Samuel Bolduc      |      | Défenseur      |         |
| +004, | Dennis Cholowski   |      | Défenseur      |         |
| +006, | Vincent Sévigny    |      | Défenseur      |         |
| +007, | Grant Hutton       |      | Défenseur      |         |
| +008, | Paul LaDue         |      | Défenseur      |         |
| +027, | Parker Wotherspoon |      | Défenseur      |         |
| +044, | Ryan MacKinnon     |      | Défenseur      |         |
| +010, | Kyle MacLean       |      | Centre         |         |
| +011, | Hudson Fasching    |      | Ailier droit   |         |
| +012, | Otto Koivula       |      | Centre         |         |
| +014, | Andy Andreoff – A  |      | Centre         |         |
| +015, | Simon Holmstrom    |      | Ailier droit   |         |
| +016, | Aatu Raty          |      | Centre         |         |
| +017, | Ruslan Iskhakov    |      | Attaquant      |         |
| +018, | Erik Brown         |      | Ailier gauche  |         |
| +021, | Cole Bardreau – A  |      | Centre         |         |
| +025, | Chris Terry        |      | Attaquant      |         |
| +028, | William Dufour     |      | Attaquant      |         |
| +029, | Arnaud Durandeau   |      | Ailier gauche  |         |
| +032, | Jimmy Lambert      |      | Attaquant      |         |
| +036, | Jeff Kubiak        |      | Centre         |         |
| +038, | Paul Thompson      |      | Ailier droit   |         |